# Timon Saatmann
Timon Saatmann (* 6. Juli 1973 in Dortmund) ist ein deutscher Journalist und Reporter. Seit Dezember 2012 ist er freiberuflicher Reporter, Journalist, TV-Produzent und Berater.

## Karriere
Saatmann begann 1991 als freier Mitarbeiter bei den Ruhr Nachrichten in Dortmund. Zudem machte er parallel 1993 sein Abitur am Stadtgymnasium in Dortmund. Ab dem 1. April 1995 machte er ein Volontariat bei Media Sportservice West. Zwei Jahre später, am gleichen Tag, stieg Saatmann ebendort zum Redakteur auf. Timon Saatmann war in dieser Funktion für die Berichterstattung über die Fußball-Oberliga, der Fußball-Regionalliga, der 2. Fußball-Bundesliga sowie der Fußball-Bundesliga in Boulevardmedien, Presseagenturen, Tages- und Fachzeitungen, Videotext und Hörfunk zuständig. Die Produktion von Stadionzeitungen für rund 50 Vereine von der Ober- bis zur Bundesliga war ebenfalls seine Aufgabe. Zu Saatmanns Tätigkeiten gehörte auch Öffentlichkeitsarbeit für Amateurvereine und Trabrennbahnen und der Aufbau der Berichterstattung im Internet.
1998 wechselte Timon Saatmann zur RTL Group als Sportredakteur in die Redaktion „News am Morgen“, die die RTL-Frühmagazine „Punkt 6“, „Punkt 7“ und „Punkt 9“ produziert. Ab dem Jahr 2000 war er als CvD (Chef vom Dienst) für den Sport in diesen Sendungen verantwortlich. Daneben war er auch für alle anderen Nachrichtenformate bei RTL als Redakteur und Reporter im Einsatz.
Saatmann ging 2006 zur ProSiebenSat.1-Gruppe, wo er Sportchef beim Nachrichtensender N24 wurde. Der gebürtige Dortmunder war in besagter Funktion für den Sport auf N24 sowie in den Nachrichtensendungen auf Sat.1, ProSieben und Kabel 1 zuständig. Seine Redaktion produzierte den UEFA-Pokal auf Sat.1 von 2006 bis 2009 sowie die Tour de France in Sat.1 2007. Saatmann kommentierte die Tour de France live und war unter anderem Field-Reporter bei Live-Übertragungen des UEFA-Pokals auf Sat.1.
Nach seiner Tätigkeit bei der ProSiebenSat.1-Gruppe kehrte Saatmann 2010 nach Köln zurück und wurde Chefredakteur beim Sport-Informations-Dienst (SID). Dort gründete er die SID-Sportjournalistenschule und führte die Video-Produktion ein. Als stellvertretender Chefredakteur heuerte Saatmann 2012 bei der Nachrichtenagentur dapd an und verließ den Sport. Er war für die Video-Produktion verantwortlich, zudem als Nachrichtenchef sowie in Aus- und Weiterbildung tätig. Durch die Insolvenz der dapd wurde Saatmann im November 2012 zusammen mit 97 Kollegen freigestellt. Seitdem ist er als freiberuflicher Journalist, Reporter, Video-Produzent und Berater tätig.